# أمباو (علامة معتمدة)
أمباو (AMBAO) هي علامة معتمدة للشكولاتة وضعتها الوزارةُ البلجيكية للشّئون الاقتصادية. تشهدُ تلك الشهادة بأنَّ المُنتج تم صُنعَه بدون أيّ دهون نباتية عدا دهون الكاكاو، أو أيّ إضافات صناعية.صُمِّم هذا المُخطَّط  لكي يُقاوم تأثيرات التَّوجيهات الأوروبية للكاكاو والشكولاتة، والتي تَسمَح باستخدام نسبةٍ تَصِل إلى 5٪ من الدُّهون النباتية غَير دهون الكاكاو في الشكولاتة.